# مهرداد اولادی

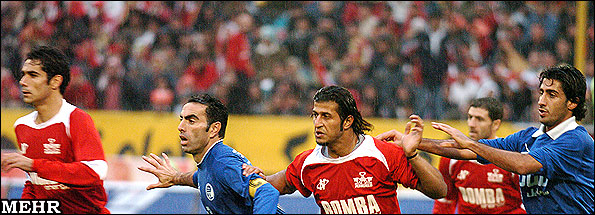
اولادی با پیراهن پرسپولیس در مقابل استقلال آبان ۱۳۸۴

مهرداد اولادی (۴ خرداد ۱۳۶۴ – ۳۱ فروردین ۱۳۹۵) بازیکن سابق فوتبال اهل ایران بود. وی در زدههٔ ملی برای تیم‌های جوانان ایران، امید ایران، ب ایران و تیم ملی بزرگسالان ایران به مسابقه پرداخته بود. وی در رده باشگاهی سابقه حضور در باشگاه‌های پرسپولیس، الشباب امارات، ملوان، نفت تهران و استقلال را داشت.

## بازی باشگاهی

### شروع بازی در پرسپولیس
اولادی دوران حرفه‌ای خود در لیگ برتر خلیج فارس را در پرسپولیس تهران آغاز کرد پس از آن به دبی رفت و برای یک فصل با الشباب همکاری کرد. در تابستان ۱۳۸۵ (اوت سال ۲۰۰۶) به پرسپولیس بازگشت اما در بهار ۱۳۸۶ (مارس ۲۰۰۷) دوباره به الشباب رفت.
اولادی در ۶۱امین شهرآورد تهران، در ۱۲ آبان ۱۳۸۵ (۳ نوامبر ۲۰۰۶) در برابر استقلال تهران گل پیروزی را به ثمر رساند.
اولادی در تابستان ۱۳۸۶ (سپتامبر ۲۰۰۷) قراردادش با الشباب را لغو کرد و برای یک مسئلهٔ خانوادگی به سرعت به آمریکا رفت اما در فوریهٔ ۲۰۰۸ دوباره به امارات بازگشت. در تابستان ۱۳۹۱ (اوت ۲۰۱۲) به صورت آزمایشی با لا لیگا و خرز همکاری می‌کرد که در نهایت انتقال او انجام نشد.
او در تابستان ۱۳۸۸ به ملوان پیوست و به همراه پژمان نوری دو فصل درخشان را تجربه کرد و به فینال جام حذفی رسید. اولادی یکی از بهترین گلزن‌های تیم ملوان بود به‌صورتی که در لیگ برتر ۹۰–۱۳۸۹، ۱۵ گل به ثمر رساند. او در جام حذفی ۹۰–۱۳۸۹ در چهار بازی شرکت کرد و پنج گل به ثمر رساند.

### بازگشت دوباره به پرسپولیس
اولادی دو فصل برای ملوان بازی کرد اما در تابستان ۱۳۹۰ به عنوان مهاجم و وینگر به پرسپولیس بازگشت. او پس از یک فصل بازی در پرسپولیس در سال ۲۰۱۲ دوباره به ملوان رفت.

### نفت تهران
مهرداد اولادی پس از توافق با مدیران باشگاه نفت و با رضایت سرمربی وقت تیم یحیی گل‌محمدی به تیم فوتبال نفت تهران پیوست.

### استقلال تهران
مهرداد اولادی در تاریخ ۲۰ آبان ماه ۱۳۹۲ با امضای قراردادی یک سال و نیمه به تیم استقلال پیوست.وی یک گل برای استقلال بثمر رساند که در جام حذفی بود.

### ملوان
اولادی در خرداد ۱۳۹۳ قراردادش با استقلال به اتمام رسید و قراردادی را با ملوان امضا کرد.

## بازی بین‌المللی
اولادی عضو تیم ملی فوتبال جوانان (زیر ۲۰ سال) بود و در مسابقات فوتبال زیر ۱۹ سال آسیا در سال ۱۳۸۳ (۲۰۰۴) در اندوزی شرکت کرده بود و ۴ گل برای تیم ایران به ثمر رسانده بود با این حال برای صعود تیم کافی نبود. اولادی همچنین عضو تیم ملی فوتبال امید (زیر ۲۳ سال) هم بود و در بازی‌های آسیایی ۲۰۰۶ (۱۳۸۵) شرکت کرد. علاوه بر این او در فوتبال اولین دوره بازی‌های همبستگی کشورهای اسلامی مردان به همراه تیم ملی فوتبال ب ایران در سال ۱۳۸۴ (۲۰۰۵) در عربستان سعودی، شرکت کرده بود که به مقام سوم به همراه تیمش دست یافت همچنین او با ۶ گل زده (تنها ۴ گل در بازی با تاجیکستان به ثمر رساند و باعث پیروزی ۹–۰ شد) به عنوان بهترین گلزن نامش ثبت شد. وی ۱۳ بازی و ۱ گل ملی در کارنامه دارد.

### گل ملی
| شماره | تاریخ           | میزبان                             | بازی ملی | حریف  | نتیجه | رقابت                        |
| ----- | --------------- | ---------------------------------- | -------- | ----- | ----- | ---------------------------- |
| ۱     | ۲۴ سپتامبر ۲۰۱۰ | اردن، امان، ورزشگاه بین‌المللی امان | ۳        | بحرین | ۳–۰   | مسابقات فوتبال غرب آسیا ۲۰۱۰ |

## درگذشت
مهرداد اولادی در روز ۳۱ فروردین ۱۳۹۵ ساعت ۱۴:۵۶ به علت ایست قلبی در بیمارستان شهدای تجریش تهران در سن ۳۰ سالگی درگذشت، اوردوز در پی مصرف بیش از حد مواد مخدر، ترامادول و مشروبات الکلی علت مرگ او اعلام شد و تلاش پزشکان برای احیای قلبی ریوی وی ناموفق بود. غلامحسین محسنی اژه‌ای سخنگوی قوه قضائیه ایران علت فوت اولادی را براساس نظریه پزشکی قانونی مصرف مواد مخدر و الکل اعلام کرده است.

## افتخارات

### باشگاهی
- الشباب
- جام رئیس دولت امارات: نایب قهرمانی جام رئیس دولت امارات ۰۹–۲۰۰۸
- ملوان
- جام حذفی فوتبال ایران: نایب قهرمانی جام حذفی فوتبال ایران ۹۰–۱۳۸۹

### ملی
- زیر ۲۳ سال ایران
- بازی‌های آسیایی: مقام سوم ۲۰۰۶